# Liste der Bodendenkmale in Kleßen-Görne
In der Liste der Bodendenkmale in Kleßen-Görne sind alle Bodendenkmale der brandenburgischen Gemeinde Kleßen-Görne und ihrer Ortsteile aufgelistet. Grundlage ist die Veröffentlichung der Landesdenkmalliste mit dem Stand vom 31. Dezember 2020.

## Bodendenkmale in den Ortsteilen
In den Spalten befinden sich folgende Informationen:
- Nummer: Die Nummer wird vom Brandenburgischen Landesamt für Denkmalpflege vergeben.
- Flur: die Flurnummer(n) des Denkmales in der jeweiligen Gemarkung und die geographischen Koordinaten Kartenansicht, um Koordinaten zu setzen
- Kurzansprache: Bezeichnung in den offiziellen Listen des Brandenburgischen Landesamtes für Denkmalpflege.
- Bemerkung: weitere Informationen zum Denkmal
- Bild: ein Bild des Denkmales

### Görne
| Nummer | Flur        | Kurzansprache | Bemerkung | Bild |
| ------ | ----------- | --- | --- | ---- |
| 50496  | 1 (Lage)    | Siedlung Eisenzeit, Siedlung deutsches Mittelalter, Siedlung römische Kaiserzeit, Siedlung Bronzezeit, Siedlung slawisches Mittelalter     | | BW   |
| 50497  | 2 (Lage)    | Gräberfeld Bronzezeit | | BW   |
| 50498  | 3 (Lage)    | Siedlung römische Kaiserzeit | | BW   |
| 50499  | 3, 4 (Lage) | Einzelfund Neolithikum, Siedlung Bronzezeit                                                                                                | | BW   |
| 50724  | 5 (Lage)    | Siedlung Neuzeit | Dickte | BW   |
| 51000  | 4, 5 (Lage) | Siedlung römische Kaiserzeit, Siedlung Neolithikum                                                                                         | | BW   |
| 51001  | 4 (Lage)    | Gräberfeld Urgeschichte | | BW   |
| 51002  | 1, 4 (Lage) | Gräberfeld römische Kaiserzeit, Gräberfeld Eisenzeit                                                                                       | | BW   |
| 51003  | 1 (Lage)    | Siedlung römische Kaiserzeit, Siedlung Eisenzeit, Dorfkern deutsches Mittelalter, Siedlung Bronzezeit, Dorfkern Neuzeit, Grab Urgeschichte | | BW   |
| 51004  | 5 (Lage)    | Gräberfeld Bronzezeit | | BW   |
| 51007  | 4 (Lage)    | Siedlung slawisches Mittelalter, Siedlung Eisenzeit, Siedlung Neolithikum, Gräberfeld Bronzezeit                                           | Liegt auch in den Gemarkungen Ferchesar und Witzke (Siehe Liste der Bodendenkmale in Stechow-Ferchesar und Liste der Bodendenkmale in Seeblick). | BW   |

### Kleßen
| Nummer | Flur               | Kurzansprache | Bemerkung                                                                        | Bild |
| ------ | ------------------ | --- | -------------------------------------------------------------------------------- | ---- |
| 50700  | 14 (Lage)          | Siedlung slawisches Mittelalter | Liegt auch in der Gemarkung Friesack (Siehe Liste der Bodendenkmale in Friesack) | BW   |
| 50704  | 14 (Lage)          | Siedlung slawisches Mittelalter, Siedlung deutsches Mittelalter | Liegt auch in der Gemarkung Friesack (Siehe Liste der Bodendenkmale in Friesack) | BW   |
| 50720  | 11, 12 (Lage)      | Siedlung Neolithikum |                                                                                  | BW   |
| 50721  | 10 (Lage)          | Siedlung Ur- und Frühgeschichte, Siedlung slawisches Mittelalter, Siedlung Bronzezeit, Siedlung Neolithikum                                                                     |                                                                                  | BW   |
| 50722  | 4, 5 (Lage)        | Siedlung slawisches Mittelalter |                                                                                  | BW   |
| 50723  | 3, 4, 5 (Lage)     | Wüstung deutsches Mittelalter |                                                                                  | BW   |
| 50725  | 1, 3, 8, 11 (Lage) | Dorfkern Neuzeit, Siedlung Bronzezeit, Dorfkern deutsches Mittelalter, Mühle deutsches Mittelalter, Mühle Neuzeit, Siedlung deutsches Mittelalter, Siedlung römische Kaiserzeit |                                                                                  | BW   |
| 50726  | 4, 7 (Lage)        | Siedlung Ur- und Frühgeschichte |                                                                                  | BW   |
| 50727  | 11, 12 (Lage)      | Siedlung Bronzezeit, Rast- und Werkplatz Mesolithikum, Siedlung Neolithikum |                                                                                  | BW   |
| 50728  | 11 (Lage)          | Rast- und Werkplatz Mesolithikum |                                                                                  | BW   |
| 50729  | 4, 7, 8 (Lage)     | Siedlung Ur- und Frühgeschichte |                                                                                  | BW   |
| 50730  | 1, 13 (Lage)       | Siedlung Ur- und Frühgeschichte |                                                                                  | BW   |